# Ваља Маре (Арђеш)
Ваља Маре (рум. Valea Mare) насеље је у Румунији у округу Арђеш у општини Прибојени. Oпштина се налази на надморској висини од 295 m.

## Становништво
Према подацима из 2002. године у насељу је живело 284 становника, од којих су сви румунске националности.